# John Torrey
John Torrey (New York, 15 agosto 1796 – New York, 10 marzo 1873) è stato un botanico statunitense.
Quando Torrey aveva 15 o 16 anni la famiglia si trasferì a Greenwich, e qui incontrò Amos Eaton, un pioniere degli studi sulla storia naturale negli Stati Uniti. Così Torrey apprese i primi elementi di botanica, di mineralogia e di chimica. Nel 1815 intraprese gli studi di medicina, laureandosi nel 1818. Negli anni seguenti pubblicò l'opera "Catalogo delle piante spontanee che crescono entro tre miglia da New York", e nel 1824 pubblicò "Flora degli stati del nord e del centro". Nello stesso anno ottenne la cattedra di chimica e geologia all'accademia militare di West Point, e dopo tre anni la docenza in chimica e botanica nel college di Fisica e Medicina a New York.
Nel 1836 fu nominato botanico dello stato di New York. Dal 1838 al 1843 con l'assistenza del suo allievo Asa Gray terminò la stesura della prima porzione della sua opera "Flora del nord America". Dal 1853 fu capo analista dell'ufficio analisi degli Stati Uniti, ma continuò ad insegnare botanica fino alla sua morte.
Torrey donò la sua libreria botanica al Columbia College nel 1860 e fu il primo presidente del Torrey Botanical Club. Il suo nome è stato ricordato nel genere Torreya di piccole conifere. Fu il primo a descrivere il genere Darlingtonia.